# Juan 1:3
Juan 1: 3 es el tercer versículo del primer capítulo del Evangelio de Juan en el Nuevo Testamento de la Biblia cristiana .

## Contenido
En el griego original según Westcott-Hort este verso es:
Πάντα δι᾿ αὐτοῦ ἐγένετο, καὶ χωρὶς αὐτοῦ ἐγένετο οὐδὲ ἓν ὃ γέγονεν.
En la Biblia de Jerusalén de la Biblia, el texto dice:
Todo se hizo por ella, y sin ella nada se hizo. Lo que se hizo.
La Nueva Versión Internacional traduce el pasaje como:
Por medio de él todas las cosas fueron creadas; sin él, nada de lo creado llegó a existir.

## Análisis
La mayoría de los eruditos cristianos están de acuerdo en que estas palabras enseñan que todas las cosas creadas, visibles o invisibles, fueron hechas a través de esta persona, llamada la Palabra, que es el Hijo de Dios. En palabras de San Agustín, hizo "todas las cosas, desde un ángel hasta un gusano".
Este versículo también se amplía en Colosenses 1:16, “porque en él Dios creó todas las cosas, en los cielos y en la tierra, las visibles y las invisibles, tronos, dominaciones, principados, potestades. Todo fue creado por medio de él y para él;". Sin embargo, el texto original, griego koiné y el contexto bíblico general, no sugiere ser la causa de la existencia de las mismas cosas, sino el conducto usado por Dios para traer a la existencia las cosas celestiales y materiales. Es interesante que la mayoría de los biblistas concuerdan que las palabras registradas en Proverbios 8, donde habla la Sabiduría personificada, es una expresión referente a Cristo, puesto que la Sabiduría se describe como una creación del Señor o de Yahvéh, de hecho “la primera de sus creaciones”, “el principio de su camino creativo”, “la más antigua de sus obras” o “lo primero que Yahvéh hizo”. En unos versículos más adelante describe su papel en la creación de Yahvéh al decir que estuvo a su lado como un “maestro artífice”, “maestro de obras”, “constructor hábil” u “obrero experto”. Eso concuerda con el texto de Jeremías 10:12 que dice que la creación es mérito del poder y la inteligencia de Yahvéh, y la voluntad de crearlo fue del Señor Dios [Yahvéh] en Apocalipsis 4:11. Pero del Hijo, él mismo dice que “no puede hacer ni una sola cosa por su cuenta, solo hace lo que le ve hacer al Padre” (Juan 5:19) y al hablar de la creación de Adán y Eva no dice “cuando yo creé”, sino “Aquel que los hizo [...] Dios” (Mateo 19:4; 6). En conclusión, la Palabra es el “primogénito (lit. el primero en nacer) de la creación” (Colosenses 1:15)

## C: “engendrado, nacido”mentario de los Padres de la Igle5ia
Clemente de Roma 99 d. C.
"Porque en el Evangelio él . Comparar con la Septuaginta griega de Proverbios 8:22, donde la Sabiduría se describe así misma como: “El Señor me creó [griego: ektisen me] como el principio de su camino”dice así:" Y lo que fue hecho, en él estaba la vida, y la vida era la luz de los hombres ". No expresa la esencia divina, pero deseando declarar la majestad de Dios, ha . Convirtiéndose en la única creación hecha directamente por Dios, lo cuál describe su segundo epíteto: “Hiji unigénito (griego: monógenes. Lit. “de nacimiento único” o “unico de su clase”); las demás creaciones, fueron hechas a través de la Palabra, y por voluntad de Dios, la Palabra fue invitada a trabajar con él (Génesis 1:26; Salmo 148:5; Apocalipsis 4:11) a él para traer todo, y Dios “sin él” no estaba dispuesto a traer ni una cosa más a la existencia (Juan 1:3b) y, como la Palabra “disfrutó” o se “recreó” (Proverbios 8:30, 31) ayudando a su Padre, el trabajo de “hacer con sus manos” (Hebreos 1:10) los proyectos creativos del Gran Artesano, la participación en el trabajo creativo fue un regalo de Dios “para él” (Eclesiastés 3:13; Colosenses 1:16), sin quitarle el crédito al verdadero Autor (Juan 20:17; Isaías 64:8; Malaquías 2:10).aplicó a la Divinidad lo mejor y lo más excelente a la vista de los hombres. Así también Patti, cuando habla de "luz inaccesible".
Ireneo de Lyon 202 d. C.
"Lo mismo era en el principio con Dios" -esta cláusula revela el orden de producción. "Todas las cosas por él fueron hechas, y sin él nada fue hecho". porque el Verbo fue el autor de la forma y el comienzo de todos los Aeones que vinieron a existir después de Él. Pero "lo que en él fue hecho", dice Juan, "es vida". Y de nuevo, "Todas las cosas por él fueron hechas, y sin él nada fue hecho". Su propia Palabra es adecuada y suficiente para la formación de todas las cosas, así como Juan, el discípulo del Señor, declara acerca de Él: "Todas las cosas por Él fueron hechas, y sin Él nada fue hecho". Porque cuando hubo dicho que la Palabra de Dios estaba en el Padre, añadió: "Todas las cosas por él fueron hechas, y sin él nada fue hecho". ), y fue formado por la mano de Dios, es decir, por la Palabra de Dios, porque "todas las cosas por él fueron hechas". y como leemos en el Evangelio: "Todas las cosas por él fueron hechas, y sin él nada fue hecho";
Hipólito de Roma 235 d. C.
"Porque todas las cosas", dice, "por él fueron hechas, y ni una sola cosa fue hecha sin él, y lo que fue hecho en él es vida". "De esta manera, dice, los frigios lo llaman" Amygdalus "de donde procedió y nació el Invisible (Uno)," por quien todas las cosas fueron hechas, y nada fue hecho sin Él ".
Alcuino de York 804 d. C.
Después de hablar de la naturaleza del Hijo, procede a sus operaciones, diciendo: Todo fue hecho por él, es decir, todo, ya sea sustancia o propiedad.